# Денні Александер
Даніель Гріан Александер (англ. Daniel Grian Alexander; нар. 15 травня 1972, Единбург, Шотландія) — британський політик-ліберал. Головний секретар Казначейства у коаліційному уряді Девіда Кемерона з 2010 по 2015.

## Життєпис
Він вивчав філософію, політику та економіку в Оксфордському університеті. У 1993 році Александер став представником шотландських ліберал-демократів. Він працював у багатьох громадських установах, зокрема, у євроінтеграційних European Movement UK та Britain in Europe. Був також представником національного парку Кернгормс.
У 2005 році він був обраний до Палати громад від округу Inverness, Nairn, Badenoch and Strathspey. У 2007 він став міністром соціального відторгнення у тіньовому уряді Ліберальних демократів, а півроку потому — міністром праці і пенсій. У 2008 році він сконцентрувався на роботі керівника апарату лідера Ліберальних демократів Ніка Клегга і підготовці передвиборчого маніфесту партії.
Після парламентських виборів у 2010 Александер від імені ліберал-демократів брав участь у переговорах з Консервативною партією. Після створення коаліційного уряду, він отримав портфель міністра з питань Шотландії.
На виборах у 2015 він був переможений кандидатом Шотландської національної партії.
Одружений, має доньку.